# Faramea xanthina
Faramea xanthina är en måreväxtart som beskrevs av Johannes Müller Argoviensis. Faramea xanthina ingår i släktet Faramea och familjen måreväxter. Inga underarter finns listade i Catalogue of Life.